# 大八木弘明
大八木 弘明（おおやぎ ひろあき、1958年7月30日 - ）は、陸上競技の元選手でマラソン・中長距離選手の指導者。福島県河沼郡河東町（現：会津若松市河東町）出身。駒澤大学陸上競技部総監督、関東学生陸上競技連盟駅伝対策委員会メンバー。

## 来歴
陸上競技にのめり込むようになったのは会津高田町立第一中学校（現：会津美里町立高田中学校）2年の時、校内マラソンで優勝したのがきっかけだった。中学校入学当初は、体重も100kg近くあり「ドラムカン」とあだ名されていたが、福島県駅伝常勝の陸上部で練習を積み重ね、中学3年時にはジュニアオリンピックの前身であるジュニア選手権3000mにて全国5位に輝く（9分09秒6）。
福島県立会津工業高等学校在籍時にはインターハイへの出場を夢見るも、走りすぎによる故障（疲労骨折）と貧血に苦しめられる3年間を過ごすこととなった。また、家庭の事情により大学進学も諦めざるを得なかった。
高校卒業後、小森印刷（現：小森コーポレーション）に就職。早朝や昼休みを利用して練習に明け暮れる日々を送った。理由は「箱根を走りたかったこと、（陸上選手として）上を目指したかったから」であった。1980年12月の第25回全日本実業団対抗駅伝では、当時最長区間の6区（23.2km）で区間3位と快走している。
24歳になり駒澤大学経済学部2部（夜間部）に入学し、昼は川崎市役所で働きながら勉学と練習に励んだ。徐々に頭角を現し始め、関東インカレ（2部）をはじめ、様々な大会で好成績を残した。箱根駅伝には3回出場し、好成績をおさめた。
- 第60回大会（1984年） 5区（20.7km）1時間12分41秒（区間賞）
- 第61回大会（1985年） 2区（22.7km）1時間11分43秒（区間5位）
- 第62回大会（1986年） 2区（22.7km）1時間10分00秒（区間賞）
- 第63回大会（1987年）の時点では28歳で、当時の規則として年齢制限である数え年で28歳以下に該当しないため出場できず[注 1]。

大学卒業後、大学時代の成績を評価されてヤクルトに入社した。陸上競技部にてコーチ兼選手として実業団選手人生を送った。
1995年4月から母校・駒澤大学の陸上競技部コーチに就任。大八木も打診を受けたときは相当迷ったものの、「母校に恩返しをしたい」との理由から低迷に次ぐ低迷にあえいでいた同校陸上競技部の建て直しに着手した。大八木が就任以降の駒澤大の成績は飛躍的に向上し、平成の「常勝集団」としてその指導力を高く評価される。
2002年4月に駒澤大学陸上競技部の助監督に就任、2004年4月には監督に就任する。コーチ就任から2022年度までに学生三大駅伝（出雲・全日本・箱根）通算27勝を記録している。（2022年度には「学生三大駅伝」の三冠を果たしている）
2008年、「多摩川会」を発足し、会長に就く。多摩川沿いにある大学、多摩川沿いでトレーニングしている12大学が集まり研修や練習を行うもの。顧問・酒井勝充（コニカミノルタ陸上競技部副部長）らと共に「男子長距離界を強くしていきたい」という思いで始まる。参加校は亜細亜大、慶應義塾大、國學院大、駒澤大、専修大、創価大、中央大、帝京大、日本体育大、日本大、法政大、明治大。年に2回、研修と練習会があり、春は新入生、夏は2、3年生が対象。陸上への意識を高めるだけでなく、多摩川や練習場所の清掃など社会貢献活動にも取り組む。
2023年1月3日、第99回箱根駅伝終了後に、3月末をもって駒澤大学の陸上競技部監督を退任することを公表。選手たちには2022年8月の合宿で退任することを事前に伝えていた。後任には同陸上競技部の藤田敦史ヘッドコーチが着任する。
2024年6月、大八木が育成する世界を目指す選手達を全面にバックアップしていく事を目標に、アスリートプロジェクトである「Ggoat」を発足させた。
当初は監督を退任し、総監督に退いてから指導を行っていた田澤廉、鈴木芽吹、篠原倖太朗、佐藤圭汰の4人のみで、全員駒澤大学出身または駒澤大学在学中の選手だったが、田澤、鈴木と同じトヨタ自動車に所属する早稲田大学出身の太田智樹も加入した。

## 指導成績

### 駒澤大学指導成績
| 年度 | 出雲駅伝             | 全日本大学駅伝       | 箱根駅伝                                        |
| ---- | -------------------- | -------------------- | ----------------------------------------------- |
| 1995 | 第7回 不出場         | 第27回 不出場        | 第72回 総合12位 （往路10位、復路15位）          |
| 1996 | 第8回 不出場         | 第28回 8位           | 第73回 総合6位 （往路9位、復路優勝）            |
| 1997 | 第9回 優勝           | 第29回 4位           | 第74回 総合2位 （往路2位、復路2位）             |
| 1998 | 第10回 優勝（2連覇） | 第30回 優勝          | 第75回 総合2位 （往路優勝、復路5位）            |
| 1999 | 第11回 3位           | 第31回 優勝（2連覇） | 第76回 総合優勝 （往路・復路完全制覇）          |
| 2000 | 第12回 3位           | 第32回 2位           | 第77回 総合2位 （往路4位、復路4位）             |
| 2001 | 第13回 2位           | 第33回 優勝          | 第78回 総合優勝 （往路2位、復路優勝）           |
| 2002 | 第14回 3位           | 第34回 優勝（2連覇） | 第79回 総合優勝（2連覇） （往路2位、復路優勝）  |
| 2003 | 第15回 3位           | 第35回 4位           | 第80回 総合優勝（3連覇） （往路・復路完全制覇） |
| 2004 | 第16回 2位           | 第36回 優勝          | 第81回 総合優勝（4連覇） （往路2位、復路優勝）  |
| 2005 | 第17回 4位           | 第37回 3位           | 第82回 総合5位 （往路2位、復路11位）            |
| 2006 | 第18回 5位           | 第38回 優勝          | 第83回 総合7位 （往路7位、復路7位）             |
| 2007 | 第19回 4位           | 第39回 優勝（2連覇） | 第84回 総合優勝 （往路2位、復路優勝）           |
| 2008 | 第20回 2位           | 第40回 優勝（3連覇） | 第85回 総合13位 （往路15位、復路7位）           |
| 2009 | 第21回 10位          | 第41回 7位           | 第86回 総合2位 （往路8位、復路優勝）            |
| 2010 | 第22回 3位           | 第42回 2位           | 第87回 総合3位 （往路5位、復路3位）             |
| 2011 | 第23回 2位           | 第43回 優勝          | 第88回 総合2位 （往路4位、復路2位）             |
| 2012 | 第24回 5位           | 第44回 優勝（2連覇） | 第89回 総合3位 （往路9位、復路優勝）            |
| 2013 | 第25回 優勝          | 第45回 優勝（3連覇） | 第90回 総合2位 （往路2位、復路2位）             |
| 2014 | 第26回 中止          | 第46回 優勝（4連覇） | 第91回 総合2位 （往路4位、復路2位）             |
| 2015 | 第27回 3位           | 第47回 3位           | 第92回 総合3位 （往路3位、復路3位）             |
| 2016 | 第28回 5位           | 第48回 4位           | 第93回 総合9位 （往路5位、復路11位）            |
| 2017 | 第29回 7位           | 第49回 4位           | 第94回 総合12位 （往路13位、復路10位）          |
| 2018 | 第30回 不出場        | 第50回 4位           | 第95回 総合4位 （往路4位、復路4位）             |
| 2019 | 第31回 2位           | 第51回 3位           | 第96回 総合8位 （往路8位、復路8位）             |
| 2020 | 第32回 中止          | 第52回 優勝          | 第97回 総合優勝 （往路3位、復路2位）            |
| 2021 | 第33回 5位           | 第53回 優勝（2連覇） | 第98回 総合3位 （往路3位、復路9位）             |
| 2022 | 第34回 優勝          | 第54回 優勝（3連覇） | 第99回 総合優勝 （往路・復路完全制覇）          |

### 関連人物・指導した主な選手
- 奥山光広（ヤクルト陸上競技部チーフアドバイザー）
- 藤田敦史（1998年度卒、元：富士通所属、2013年より同陸上競技部長距離コーチ⇒2015年より駒澤大学陸上競技部コーチ、2000年福岡国際マラソン優勝）
- 佐藤裕之（1998年度卒、元：NEC、SUBARU所属、同陸上競技部元コーチ）
- 北田初男（1998年度卒、元：日清食品所属、高崎健康福祉大学高崎高校陸上競技部顧問）
- 西田隆維（1999年度卒、元：ヱスビー食品所属、2010年より俳優に転向、第50回（2001年）別府大分毎日マラソン優勝）
- 前田康弘（1999年度卒、元：富士通所属、國學院大學陸上競技部監督）
- 大西雄三（1999年度卒、元：日清食品グループ所属）
- 神屋伸行（2001年度卒、元：日清食品グループ所属、武蔵野学院大学陸上競技部元監督⇒ランニングアドバイザー・KAMIYAランニングクラブ代表・相生学院高等学校駅伝部監督）
- 揖斐祐治（2001年度卒、元：ヱスビー食品所属、岐阜協立大学陸上競技部駅伝監督）
- 高橋正仁（2001年度卒、元：コニカミノルタ所属、2006年より駒澤大学陸上競技部コーチ⇒2015年より秋田工業高校陸上部コーチ⇒2019年より同校陸上部監督）
- 松下龍治（2002年度卒、元：富士通所属、國學院大學陸上競技部元コーチ）
- 島村清孝（2002年度卒、元：ヱスビー食品所属。陸上部が廃部後も同社に残り、現在は社業に専念する傍ら、スポーツクラブ局長及び市民ランナー・指導者として活躍。）
- 松村拓希（2002年度卒、元：日清食品グループ所属、東京国際大学駅伝部コーチ）
- 塩川雄也（2004年度卒、元：SUBARU所属）
- 田中宏樹（2004年度卒、元：中国電力所属）
- 佐藤慎悟（2005年度卒、元：日清食品グループ、八千代工業所属）
- 村上和春（2005年度卒、元：富士通所属、ルートインホテルズ女子陸上部コーチ⇒東京農業大学陸上競技部コーチ）
- 糟谷悟（2005年度卒、元：トヨタ紡織所属、同陸上部マネージャー）
- 高井和治（2006年度卒、元：九電工所属）
- 治郎丸健一（2006年度卒、大分東明高校プレイングコーチ⇒日清食品グループ⇒桜美林大学陸上競技部コーチ⇒ラフィネ陸上部コーチ⇒同陸上部監督）
- 安西秀幸（2007年度卒、元：日清食品グループ所属）
- 堺晃一（2007年度卒、元：富士通所属）
- 池田宗司（2008年度卒、元：ヤクルト所属）
- 太田行紀（2008年度卒、元：マツダ所属）
- 宇賀地強（2009年度卒、元：コニカミノルタ所属、同陸上競技部コーチ）
- 高林祐介（2009年度卒、元：トヨタ自動車所属、駒澤大学陸上競技部コーチ）⇒立教大学陸上競技部監督
- 深津卓也（2009年度卒、元：旭化成所属、同陸上部コーチ）
- 星創太（2009年度卒、元：富士通所属）
- 上野渉（2012年度卒、元：HONDA所属）
- 千葉健太（2012年度卒、元：富士通所属）
- 撹上宏光（2012年度卒、元：コニカミノルタ所属）
- 窪田忍（2013年度卒、トヨタ自動車⇒九電工所属）
- 油布郁人（2013年度卒、元：富士通所属）
- 中村匠吾（2014年度卒、富士通所属、2020年東京オリンピックマラソン男子日本代表）
- 村山謙太（2014年度卒、旭化成所属）
- 馬場翔大（2015年度卒、NTT西日本所属）
- 大塚祥平（2016年度卒、九電工所属）
- 中谷圭佑（2016年度卒、元：日清食品グループ⇒コモディイイダ所属）
- 西山雄介（2016年度卒、トヨタ自動車所属）
- 工藤有生（2017年度卒、元：コニカミノルタ所属）
- 山下一貴（2019年度卒、三菱重工所属）
- 田澤廉（2022年度卒、トヨタ自動車所属）
- 山野力（2022年度卒、九電工所属）
- 鈴木芽吹（2023年度卒、トヨタ自動車所属）
- 白鳥哲汰（2023年度卒、トヨタ紡織所属）
- 花尾恭輔（2023年度卒、トヨタ自動車九州所属）
- 安原太陽（2023年度卒、Kao所属）
- 青柿響（2023年度卒、富士通所属）
- 篠原倖太朗（2024年度卒、富士通所属）
- 佐藤圭汰（駒澤大学在学中）
- 山川拓馬（駒澤大学在学中）
- 伊藤蒼唯（駒澤大学在学中）

## 人物・指導方法

### 人物
- 強面でオールバックの髪型と銀縁メガネを着用し、後述のレース中の檄などから、周囲には厳しい印象を持たれがちであるが、内面は厳しい指導がありつつもフランクな性格である[7]。
- 2日に1回はサウナに入るほどのサウナ好き[8]。
- 妻・大八木京子は、栄養士、食育インストラクター。大八木の大学時代の同級生（年齢は京子が5歳年下）で、陸上競技部のマネージャーを務めていた[9]。夫弘明が駒澤大の指導者になって以来、陸上部の寮（四誓寮→道環寮）の寮母を務めている[10]。選手のために栄養バランスのとれた食事を提供し、2007年からは専門学校に通いながら2009年に栄養士免許を取得。2021年12月には食事作りのノウハウを著した『駅伝ごはん　駒澤大学陸上競技部のスポーツ応援レシピ』（ベースボール・マガジン社）を刊行した[11]。
- 第60回箱根駅伝（1984年）に参加した際、当時無名の選手であったため、NHKのラジオのアナウンサーが大八木の名前を把握しておらず、実況スタジオが一時騒然となった。アナウンサーが彼の名を知るのにしばらく時間がかかったという。

### 指導方法
- 大八木が駒澤大コーチに就任して最初に行った改革は、食生活と選手の意識改革であった。それまでは選手個人で自炊していたが、寮母が朝昼晩の食事を作り食事管理を行うようにした。その寮母には大八木の妻が就任することとなり、夫婦で陸上競技部の意識改革に着手した[9]。さらに徹底的な生活管理を行い選手の意識改革を行った結果、陸上競技部内では選手の競技に対する意識は劇的に変わり、21世紀に入って以降に駒澤大を快進撃に導くことになる。また、藤田敦史（現 同陸上競技部監督）は高校時代から原因不明の不調に悩まされていたが、その原因が貧血であることを大八木が見抜いたことで、薬療法だけはなく食事療法にも気を配らせて、最終的に日本を代表するランナーとして成長していった逸話もある[9][12]。
- グラウンド外での走り込みの練習では、軽トラックに乗った大八木が選手の後方からついて行き、スピーカー片手に大声で檄を飛ばす。第84回箱根駅伝では、5区山上りを走った安西秀幸、6区山下りを走った藤井輝に対して「男だろ!!」と鼓舞。後に安西は現役引退後に「男だろ団扇」を作成するなど、大八木の檄は駒大陸上部の代名詞として定着した。ただし、第94回箱根駅伝ではレース中にアクシデントが発生した工藤有生には優しく声がけするなど、大八木による声かけは厳しい一辺倒ではない[13]。
- 上記のような熱血指導として知られる一方、時代に合わせてその指導方法は変化している[14]。2015年に全日本駅伝の連覇が途絶えると指導方法を大きく変更し、それまでの監督の指示が絶対という指導から選手との対話や自主性を重視した指導に変更した[8][15][16]。

## 著書
- 『育てて活かして勝つ　常勝軍団はこうして作られた』コスミック出版、2010/1、ISBN 978-4774790428
- 『駅伝・駒澤大はなぜ、あの声でスイッチが入るのか』ベースボール・マガジン社、2015/10
- 『必ずできる、もっとできる。』青春出版社、2023/2

## 関連書籍
- 『タスキを繋げ! 大八木弘明 駒大駅伝を作り上げた男』生江有二（著）、晋遊舎、2008年7月、ISBN 978-4883807499
- 『監督と大学駅伝』生島淳（著）、日刊スポーツ出版社、2008年12月、第1章で「大八木弘明監督 苦労人監督が作り上げた王者・駒澤、強さの秘密」を掲載、ISBN  978-4817202604
- 『箱根駅伝（幻冬舎新書）』幻冬舎、2011年11月、第四章で「駒澤大学 大八木弘明監督 一問一答」を掲載、ISBN 978-4344982369